# Bully-les-Mines
Pour les articles homonymes, voir Bully.
Bully-les-Mines est une commune française située dans le département du Pas-de-Calais en région Hauts-de-France. Ses habitants sont appelés les Bullygeois. La commune est membre de la communauté d'agglomération de Lens-Liévin.
La commune de Bully-les-Mines (nom officiel depuis 1925), située dans le sud-est du département du Pas-de-Calais, à 8 km, à vol d'oiseau, au nord-est de la commune de Lens, est une commune du bassin minier du Nord-Pas-de-Calais. C’est une commune de type centre urbain intermédiaire, appartenant à l’unité urbaine de Douai-Lens, avec une population de 12 172 habitants au dernier recensement de 2022, elle a connu un pic de population en 1962 avec 14 183 habitants.
Depuis 2012, la valeur universelle et historique du bassin minier du Nord-Pas-de-Calais est reconnue et inscrite sur la liste du patrimoine mondial de l’UNESCO, parmi les 353 sites du bassin minier, trois sites inscrits se trouvent sur le territoire communal.
Quatre monuments de la commune font l’objet d’une inscription au titre des monuments historiques : le monument au soldat Marche, l'église Saint-Maclou, le monument aux morts de la Compagnie des Mines de Béthune et l'ancienne clinique-maternité Sainte-Barbe.
À la suite de la Première Guerre mondiale, la commune est décorée de la croix de guerre 1914-1918.

## Géographie

### Localisation
Localisée dans le sud-est du département du Pas-de-Calais, en Gohelle, la commune de Bully-les-Mines, traversée, à l'ouest, par l'autoroute A21 et, au sud, par l'autoroute A26, est située, à vol d'oiseau, à 8 kilomètres, à l'ouest de Lens (chef-lieu d'arrondissement) et limitrophe de Liévin.
Le territoire de la commune est limitrophe de ceux de cinq communes.
Les communes limitrophes sont Mazingarbe, Liévin, Sains-en-Gohelle, Aix-Noulette et Grenay.

### Géologie et relief
La superficie de la commune est de 7,66 km2 ; son altitude varie de 38  à   92 m.

### Hydrographie
Le territoire de la commune est situé dans le bassin Artois-Picardie.
La commune est traversée par deux cours d'eau : le Surgeon, d'une longueur de 14 km, qui prend sa source dans la commune de Bouvigny-Boyeffles et se jette dans le Canal d'Aire à La Bassée au niveau de la commune de Cuinchy ; et par le fossé des quatre Hallots, d'une longueur de 3 km, qui prend sa source dans la commune de Bouvigny-Boyeffles, se jette dans le Surgeon au niveau de la commune de Bully-les-Mines.

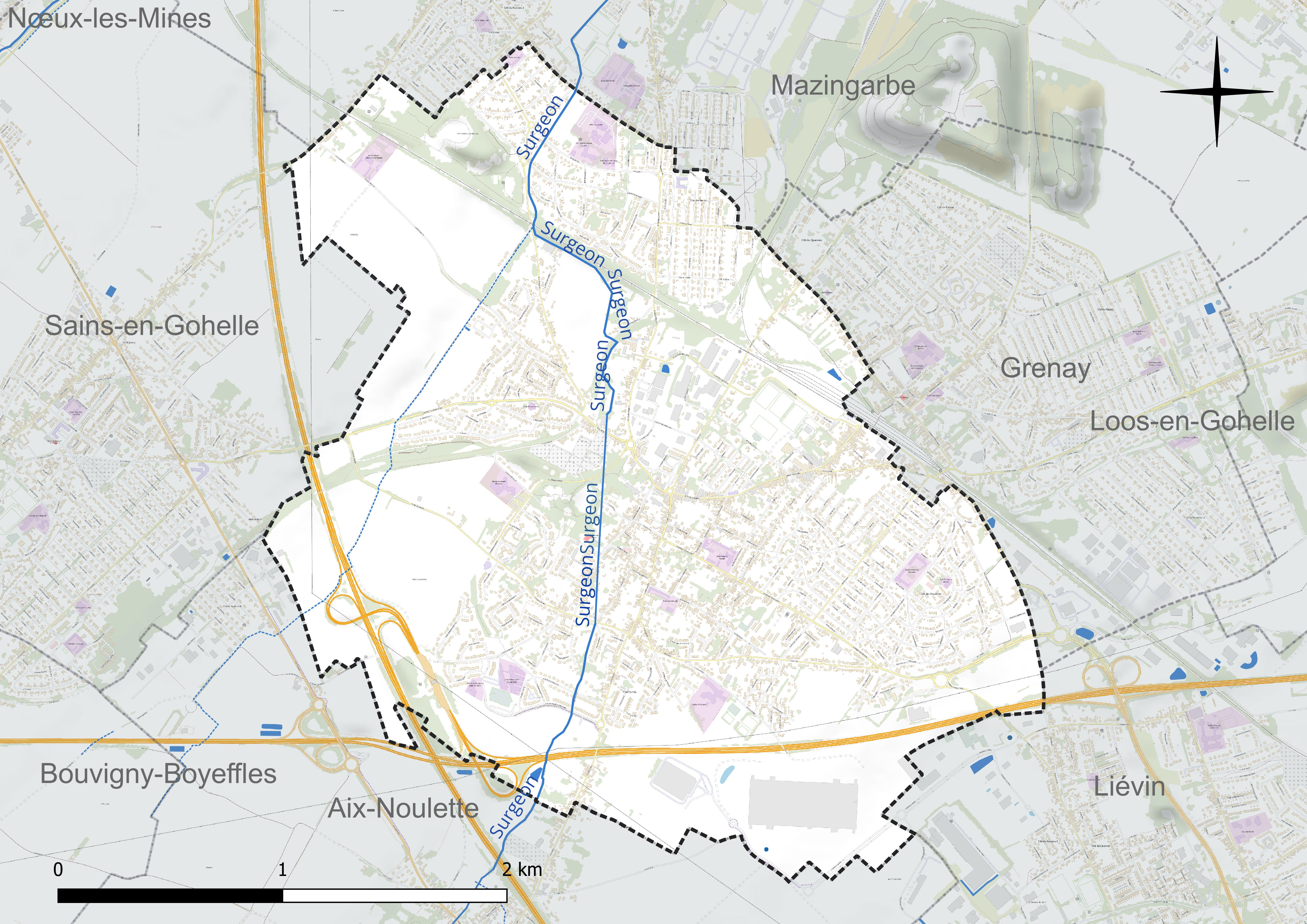
Réseau hydrographique de Bully-les-Mines.

### Climat
Pour des articles plus généraux, voir Climat des Hauts-de-France et Climat du Pas-de-Calais.
En 2010, le climat de la commune est de type climat océanique dégradé des plaines du Centre et du Nord, selon une étude du CNRS s'appuyant sur une série de données couvrant la période 1971-2000. En 2020, Météo-France publie une typologie des climats de la France métropolitaine dans laquelle la commune est exposée à un climat océanique et est dans la région climatique Nord-est du bassin Parisien, caractérisée par un ensoleillement médiocre, une pluviométrie moyenne régulièrement répartie au cours de l’année et un hiver froid (3 °C).
Pour la période 1971-2000, la température annuelle moyenne est de 10,3 °C, avec une amplitude thermique annuelle de 13,9 °C. Le cumul annuel moyen de précipitations est de 793 mm, avec 13 jours de précipitations en janvier et 8,9 jours en juillet. Pour la période 1991-2020, la température moyenne annuelle observée sur la station météorologique la plus proche, située sur la commune de Lillers à 22 km à vol d'oiseau, est de 11,1 °C et le cumul annuel moyen de précipitations est de 731,5 mm,. Pour l'avenir, les paramètres climatiques de la commune estimés pour 2050 selon différents scénarios d'émission de gaz à effet de serre sont consultables sur un site dédié publié par Météo-France en novembre 2022.

## Urbanisme

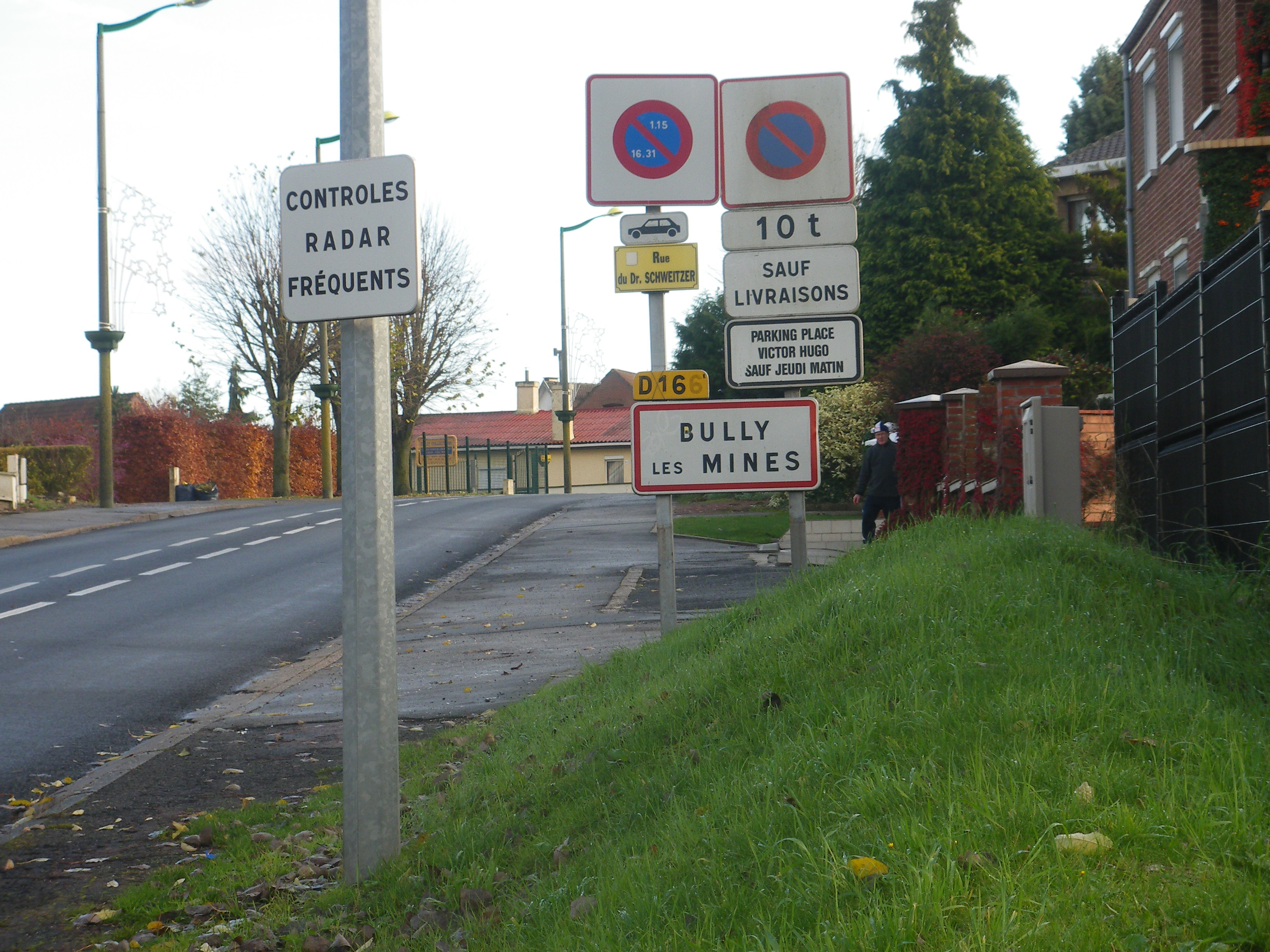
Entrée de la commune.

### Typologie
Au 1er janvier 2024, Bully-les-Mines est catégorisée centre urbain intermédiaire, selon la nouvelle grille communale de densité à sept niveaux définie par l'Insee en 2022.
Elle appartient à l'unité urbaine de Douai-Lens, une agglomération inter-départementale regroupant 67  communes, dont elle est une commune de la banlieue,,. Par ailleurs la commune fait partie de l'aire d'attraction de Lens - Liévin, dont elle est une commune de la couronne,. Cette aire, qui regroupe 50 communes, est catégorisée dans les aires de 200 000 à moins de 700 000 habitants,.

### Occupation des sols
L'occupation des sols de la commune, telle qu'elle ressort de la base de données européenne d’occupation biophysique des sols Corine Land Cover (CLC), est marquée par l'importance des territoires artificialisés (70,1 % en 2018), en augmentation par rapport à 1990 (63,1 %). La répartition détaillée en 2018 est la suivante : 
zones urbanisées (59,4 %), terres arables (29,9 %), zones industrielles ou commerciales et réseaux de communication (6,2 %), mines, décharges et chantiers (4,5 %). L'évolution de l’occupation des sols de la commune et de ses infrastructures peut être observée sur les différentes représentations cartographiques du territoire : la carte de Cassini (XVIIIe siècle), la carte d'état-major (1820-1866) et les cartes ou photos aériennes de l'IGN pour la période actuelle (1950 à aujourd'hui).

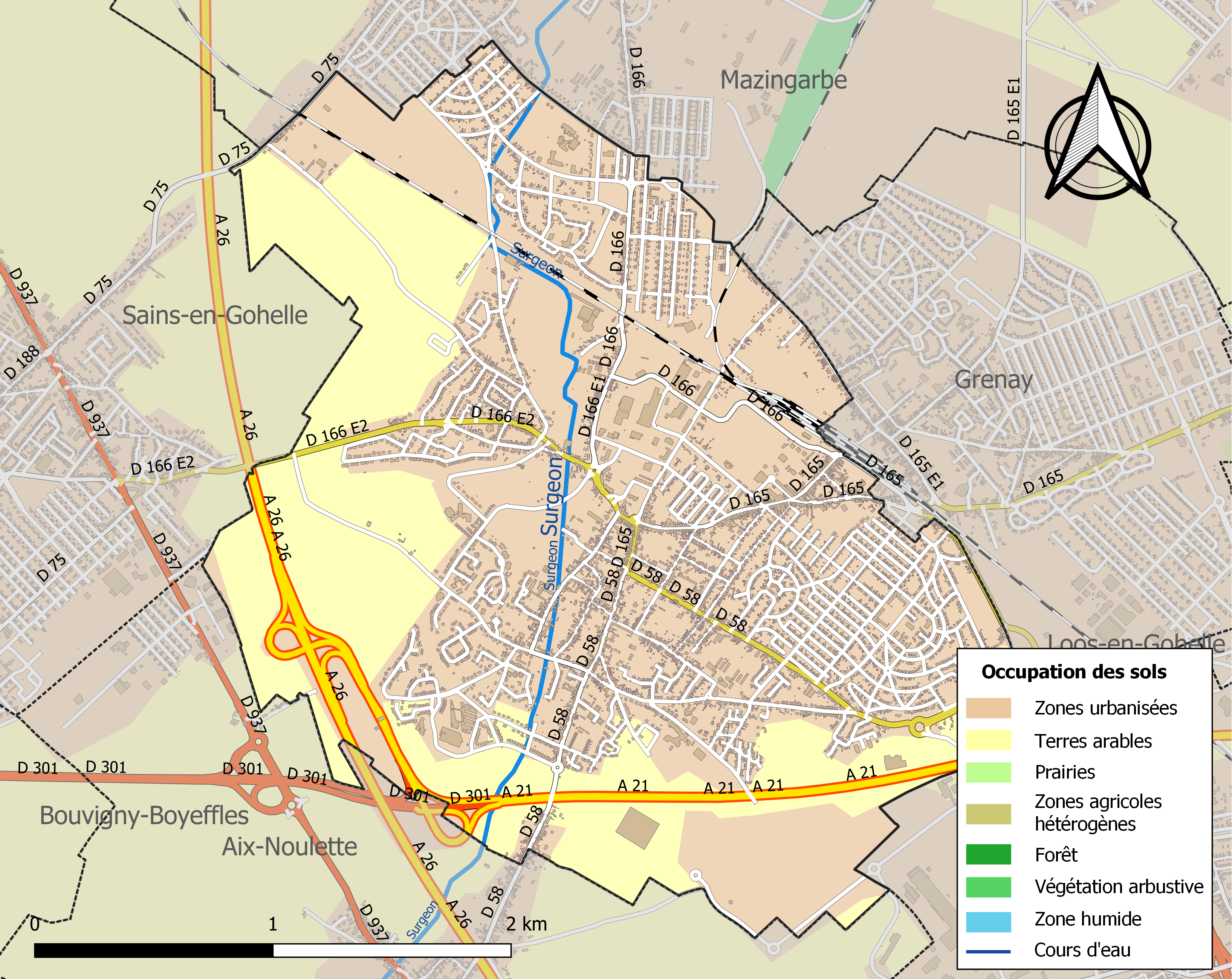
Carte des infrastructures et de l'occupation des sols de la commune en 2018 (CLC).

### Logement
En 2021, le nombre total de logements dans la commune était de 5 683, alors qu'il était de 5 536 en 2015 et de 5 234 en 2010
, soit une progression du nombre total de logements de 8,6 % depuis 2010.
Parmi ces 5 683 logements, 91,4 % étaient des résidences principales, (soit 5 191 logements), 0,6 % des résidences secondaires et 8,1 % des logements vacants. Ces logements étaient pour 81,8 % d'entre eux des maisons individuelles et pour 16,4 % des appartements.
Sur les 5 191 résidences principales, 47,8 % sont occupées par des propriétaires,  50,5 % par des locataires et 1,8 % par des personnes logées gratuitement.
Le tableau ci-dessous présente la typologie des logements à Bully-les-Mines en 2021 en comparaison avec celle du Pas-de-Calais et de la France entière. Une caractéristique marquante du parc de logements est ainsi la faible proportion des résidences secondaires et logements occasionnels (0,6 %) par rapport au département (6,5 %) et à la France entière (9,7 %) ainsi que d'une proportion de logements vacants (8,1 %) supérieure à celle du département (7,3 %) et identique à celle de la France entière (8,1 %).
| Typologie                                               | Bully-les-Mines | Pas-de-Calais | France entière |
| ------------------------------------------------------- | --------------- | ------------- | -------------- |
| Résidences principales (en %)                           | 91,4            | 86,1          | 82,2           |
| Résidences secondaires et logements occasionnels (en %) | 0,6             | 6,5           | 9,7            |
| Logements vacants (en %)                                | 8,1             | 7,3           | 8,1            |

### Voies de communication et transports

#### Voies de communication
La commune est desservie par les routes départementales D 58, D 165 et D 166, et par les  autoroutes A21 et l'A26 via la sortie no 6.2.

#### Transport ferroviaire

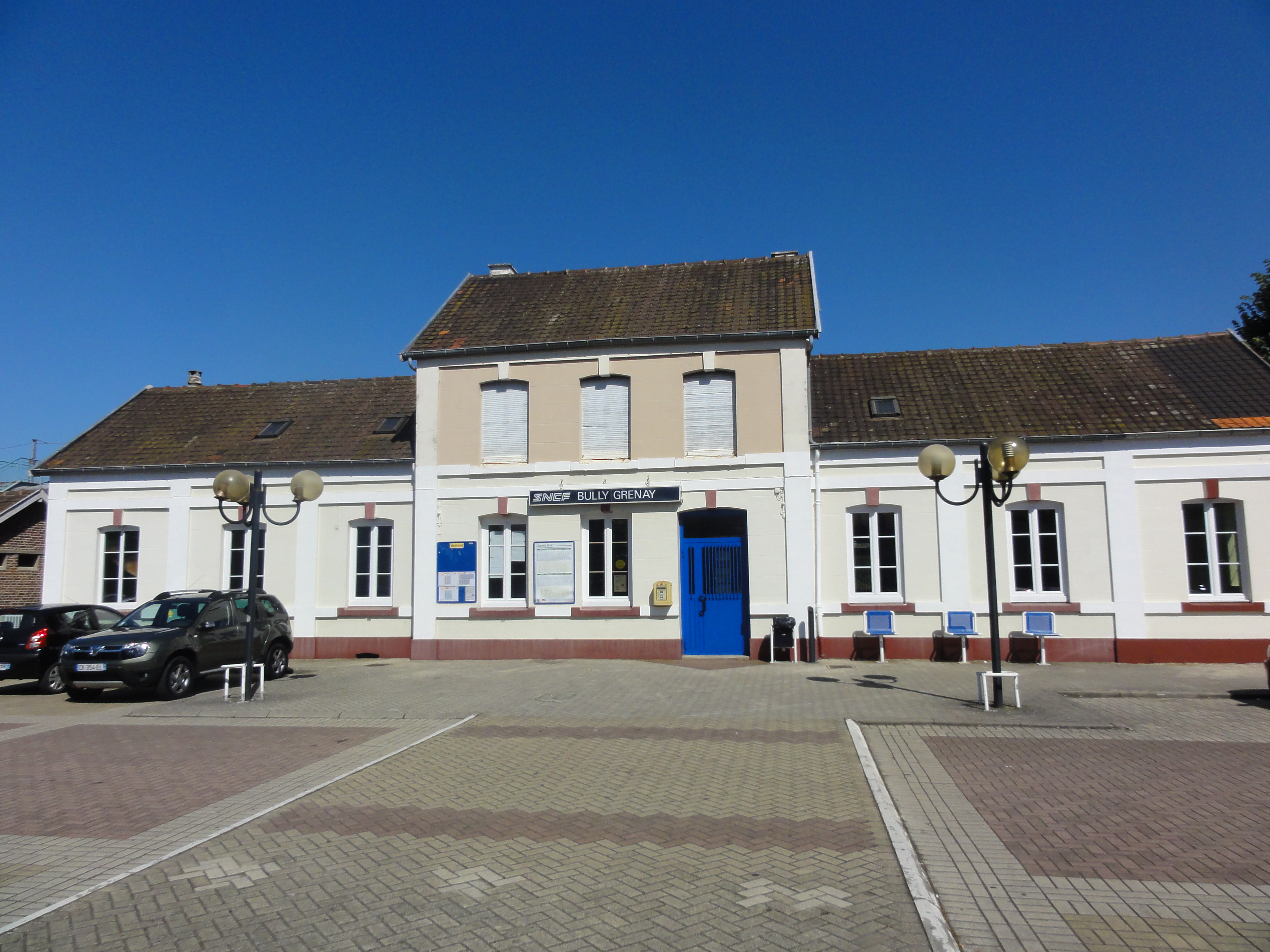
La gare de Bully - Grenay.

Sur la commune se trouve la gare de Bully - Grenay, située sur la ligne d'Arras à Dunkerque-Locale, desservie par des trains TER Hauts-de-France.
La commune était située sur la ligne de Bully - Grenay à La Bassée - Violaines, une ancienne ligne de chemin de fer qui reliait, depuis 1862 (une petite partie de la ligne est toujours en exploitation), la commune de Bully-les-Mines à La Bassée (Nord), ainsi que sur la ligne de Bully - Grenay à Brias, une ancienne ligne de chemin de fer qui reliait, de 1875 à 1990, Bully-les-Mines à Brias.

## Toponymie
Le nom de la localité est attesté sous les formes Bulgi en 1135 ; Bugi en 1152 ; Builli en 1154 ; Bulli en 1266 ; Builly en 1295 ; Buylly en 1410 ; Builly-lez-Grenay en 1513 ; Builli-en-Gohelle au XVIIIe siècle ; Bully-en-Gohelle en 1847, Bully en 1793 et 1801.

Bully-les-Mines depuis 1925, en raison de la vigueur de l'activité minière de l'époque.
Le nom, selon plusieurs sources, serait d’origine gauloise[réf. souhaitée].
Bully-les-Mines est issue de la scission de Bully-Grenay.
La gare, située à cheval sur la commune de Bully-les-Mines et la commune de Grenay, a gardé le nom de Bully-Grenay, ce qui entraîne parfois des confusions.

## Histoire
Bien que la région ait été habitée dès la préhistoire, on ne trouve rien à Bully-les-Mines. La plus ancienne découverte est un bracelet celte. Les découvertes gallo-romaines sont en revanche nombreuses. Bully-les-Mines appartient au Pagus Silvinus, région administrative des Atrébates, la future Gohelle. En 2006, des fouilles effectuées lors de la construction d'un lotissement ont mis au jour une nécropole gallo-romaine.

### Moyen âge et époque moderne
Au VIe siècle, Bully est rattaché spirituellement à l'évêque de Cambrai-Arras en résidence à Cambrai et civilement à l'Artois primitif, chef-lieu Arras.
Bully fait partie intégrante de l'Artois. Le village appartient au comté de Flandre. Il n'est rattaché au domaine royal qu'avec l'annexion des Pays-Bas bourguignons par le roi de France en 1477. En 1492, la région est cédée aux Habsbourg qui la conserve jusqu'en 1659, où elle est cédée à la France dans le traité des Pyrénées.
Bully est une commune située à proximité des cités et place fortes d'Arras, Béthune et de Lens. Les sièges et attaques contre ces villes font que Bully est régulièrement le théâtre de combats et subit le passage des armées.
En 1213, lors de la campagne de Philippe II Auguste contre les flamands, le village est ravagé par les armées de l'ost royal.
En 1303, lors de la guerre de Flandre menée par Philippe IV contre les flamands révoltés, Bully est attaquée par l'ost royal et détruit. Les destructions y sont notamment plus importantes, les bois constituant une des ressources de la paroisse sont coupés par les armées royales françaises, possiblement afin de construire des machines de siège ou des lignes de circonvalations.
En 1348, un tiers de la population meurt de la peste noire. La peste sévit encore quatre fois durant le siècle, alternant avec des disettes et les guerres opposant Français, Anglais et Bourguignons.
En 1537, Bully est ravagée par les troupes du roi de France qui emportent tout et les malheurs continuèrent jusqu'à la prise de Lens par les Français en 1556-1557. Le receveur ne peut prélever aucun impôt à Bully, tant la population est éprouvée. En 1648, le village supporte la présence des armées pour la bataille de Lens.
De 1709 à 1712, Bully subit les marches et contremarches des armées lors de la guerre de succession d’Espagne. La situation est aggravée par une épidémie qui fit vingt-quatre morts. En 1796, un incendie détruit la moitié du village (en souvenir un lieu-dit est nommé ‘’Chemin brûlé’’).
Quelques propriétaires encaissant des revenus de terres à Bully en 1792 (hors seigneurs et particuliers) :
- la Pauvreté d'Aix-Noulette (bureau de bienfaisance de l’époque)
- la commanderie de l'Ordre de Malte
- les chanoines d'Arras
- le chapitre d'Arras (ou chapelains d’Arras)
- les chapelains de Lens
- les chanoines de Lens
- les chanoines de Béthune
- les religieuses et abbesse de l'abbaye d'Anchin
- la prévôté de Gorre
- l’abbaye de Beaupré
- le curé de Gouy-Servins
- l’hôpital Saint-Jean de Béthune

### Histoire industrielle

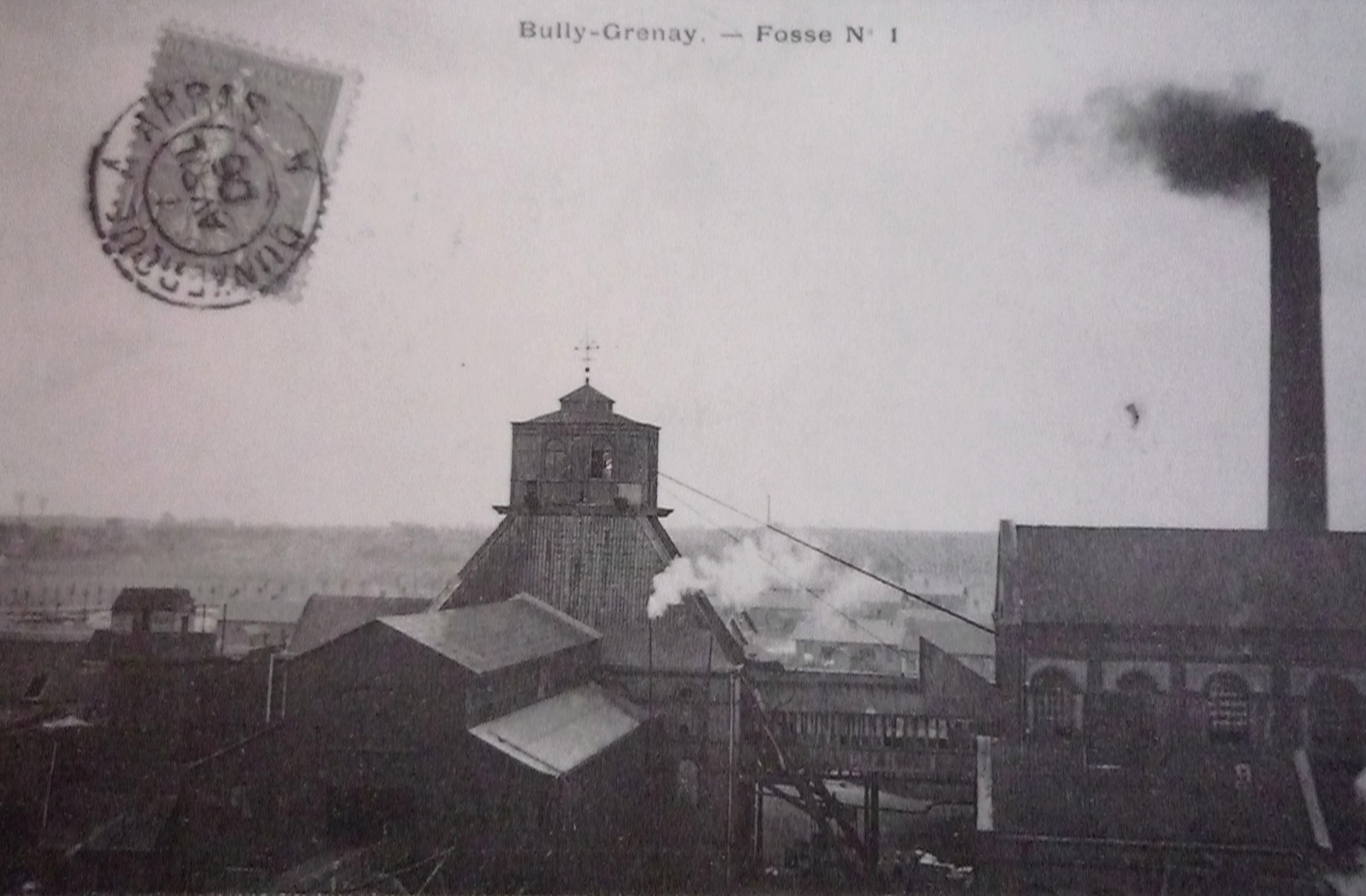
La Fosse n° 1 - 1 bis - 1 ter de la Compagnie des mines de Béthune était un charbonnage constitué de trois puits situé à Bully-les-Mines.

La ville se développe avec l'exploitation des mines de charbon.
Le 18 novembre 1869, une machine et sa chaudière déclenchent un incendie dans la fosse n°1 de Bully-Grenay appartenant à la compagnie des mines de Béthune. La catastrophe fait 19 morts,.
Lors de la grève de 1948, le maire et un mineur jaunes sont tabassés par des grévistes.

### Première Guerre Mondiale
La salle des fêtes de la compagnie des mines de Béthune (toujours existante aujourd'hui sous le nom de salle Jean Vasseur) sert d'hôpital militaire pour les troupes françaises puis pour les troupes britanniques. La ville se situe à proximité de la ligne de front, et subit d'importantes destructions. Les combats pour la préservation des mines, vitales pour le complexe militaro-industriel français, éprouvent la région.
La commune est décorée de la croix de guerre 1914-1918 par décret du 23 septembre 1920, distinction également attribuée à 276 autres communes du Pas-de-Calais.

### Seconde Guerre Mondiale
Lors de la bataille de France, les troupes allemandes atteignent la ville le 29 mai 1940, prenant le maire Pierre Baillot et 10 autres personnes en otage pendant une journée.
Lors de la rafle du 11 septembre 1942, la famille Schwarz, composée d'Israël (né le 12 janvier 1899) et de son épouse Gitla (née Dzialoszynska le 14 décembre 1901), sont arrêtés à Bully-les-Mines parce que juifs, puis déportés le 15 septembre 1942 depuis le camp de rassemblement de Malines en Belgique à Auschwitz. Israël sera le seul à rentrer de déportation,.
La ville est libérée par les troupes britanniques et canadiennes les 2 et 3 septembre 1944. Le 2 septembre, un adolescent de 13 ans, Pierre Carton, est accidentellement tué par le ricochet d'une balle, tirée par un membre des FFI qui cherchait à ouvrir la voie à un convoi.

## Politique et administration

### Découpage territorial
La commune se trouve dans l'arrondissement de Béthune de 1801 à 1961, et, depuis 1962, dans l'arrondissement de Lens du département du Pas-de-Calais.

#### Commune et intercommunalités
La commune est membre de la communauté d'agglomération de Lens-Liévin qui regroupe 36 communes et totalise 242 587 habitants en 2021.

#### Circonscriptions administratives
La commune est rattachée au canton de Lens de 1801 à 1903, au canton de Lens-Nord-Ouest de 1904 à 1961, au canton de Liévin-Nord-Ouest de 1962 à 2014, puis au canton de Bully-les-Mines depuis 2015.

#### Circonscriptions électorales
Pour l'élection des députés, la commune fait partie de la douzième circonscription du Pas-de-Calais.

### Élections municipales et communautaires

#### Élections municipales de 2020
- Maire sortant : François Lemaire (PS)
- 33 sièges à pourvoir au conseil municipal (population légale 2017 : 12 163 habitants)
- 4 sièges à pourvoir au conseil communautaire (CA de Lens-Liévin)

|                          |                                  |                          |              |              |        |        |  |  |  |
| Tête de liste            | Tête de liste                    | Liste                    | Premier tour | Premier tour | Sièges | Sièges |  |  |  |
| Tête de liste            | Tête de liste                    | Liste                    | Voix         | %            | CM     | CC     |  |  |  |
|                          | François Lemaire,                | PS                       | 2 506        | 69,16        | 29     | 4      |  |  |  |
|                          | Caroline Meloni[réf. nécessaire] | RN                       | 916          | 25,28        | 4      | 0      |  |  |  |
|                          | Jean-Michel Padot                | DVG-PRCF                 | 201          | 5,54         | 0      | 0      |  |  |  |
|                          |                                  |                          |              |              |        |        |  |  |  |
| Votes valides            | Votes valides                    | Votes valides            | 3 623        | 99,03        |        |        |  |  |  |
| Votes blancs             | Votes blancs                     | Votes blancs             | 45           | 0,48         |        |        |  |  |  |
| Votes nuls               | Votes nuls                       | Votes nuls               | 46           | 0,49         |        |        |  |  |  |
| Total                    | Total                            | Total                    | 3 714        | 100          | 33     | 4      |  |  |  |
| Abstention               | Abstention                       | Abstention               | 5 675        | 60,44        |        |        |  |  |  |
| Inscrits / participation | Inscrits / participation         | Inscrits / participation | 9 389        | 39,56        |        |        |  |  |  |

#### Liste des maires
| Période                                  | Période                      | Identité                 | Étiquette    | Qualité |
| ---------------------------------------- | ---------------------------- | ------------------------ | ------------ | --- |
| Les données manquantes sont à compléter. |                              |                          |              | |
| 1790                                     | ?                            | Charles Wattebled        |              | |
| ?                                        | 1794                         | Sixte Tahon              |              | Suspendu de ses fonctions en 1794 |
| 1794                                     | 1795                         | Maclou-Joseph Dourge     |              | |
| 1795                                     | 1806                         | Jacques Boulinguez       |              | |
| 1806                                     | 1817                         | Duquesne                 |              | |
| 1817                                     | 1820                         | Jean-Baptiste Guilbert   |              | |
| 1821                                     | 1825                         | H. Robilliard            |              | |
| 1825                                     | 1835                         | Jean-Baptiste Guilbert   |              | |
| 1835                                     | 1848                         | Charles Carlier          |              | |
| 1848                                     | 1850                         | Jean-Baptiste Duquesne   |              | |
| 1850                                     | 1852                         | Charles-Louis Robilliard |              | |
| 1852                                     | 1877                         | Pierre Brasme            |              | |
| 1877                                     | 1888                         | Étienne Bonnaud          |              | |
| 1888                                     | 1893                         | Paul Brasme              |              | |
| 1893                                     | 1900                         | Ferdinand Delattre       |              | |
| 1900                                     | 1906                         | Victor Cardon            |              | |
| 1906                                     | 1912                         | Charles Robilliard       |              | |
| 1912                                     | 1919                         | Edmond Debeaumont        |              | |
| 1919                                     | 1928                         | Jean-Baptiste Dupuich    |              | |
| 1928                                     | 1929                         | Narcisse Beauvais        |              | |
| 1929                                     | 1944                         | Pierre Baillot           |              | Pharmacien |
| septembre 1944                           | mai 1945                     | Alcide Dubois            |              | |
| mai 1945                                 | octobre 1947                 | Casimir Tourbet          |              | |
| octobre 1947                             | 1951                         | Alcide Dubois            |              | Ancien résistant Décédé en fonction |
| 1951                                     | mars 1983                    | Jean-Wilfrid Mallet      | SFIO puis PS | Ouvrier mineur Premier adjoint au maire (1947 → 1951) Conseiller général de Liévin-Nord-Ouest 3e vice-président de l'Agglomération de Lens-Liévin (1968 → ?) Suppléant du député Henri Darras (1958 → 1973) |
| mars 1983                                | janvier 2002                 | Michel Vancaille         | PS           | Contrôleur PTT retraité Conseiller général de Bully-les-Mines (1994 → 2014) 1er vice-président du conseil général (2004 → 2014) Président de la CA Lens-Liévin (2001 → 2010) Démissionnaire                 |
| janvier 2002                             | En cours (au 3 février 2022) | François Lemaire         | PS           | Cadre supérieur Conseiller départemental de Bully-les-Mines (2021 → ) 2e vice-président de la Communaupole de Lens-Liévin (2014 → ) Réélu pour le mandat 2014-2020, Réélu pour le mandat 2020-2026,         |

### Autres élections
Lors de l'élection présidentielle de 2022, les électeurs de la commune se sont exprimés à 65,51 % pour Marine Le Pen et à 34,49 % pour Emmanuel Macron, puis aux élections européennes du 9 juin 2024 à 57,11 % pour la liste du Rassemblement national.

### Jumelages
La commune est jumelée avec :
| Ville | Ville   | Pays | Pays      | Période     |
| ----- | ------- | ---- | --------- | ----------- |
|       | Elsdorf |      | Allemagne | depuis 1991 |
|       | Wisła   |      | Pologne   |             |

## Équipements et services publics

### Espaces publics
La commune est labellisée « 2 fleurs » au concours des villes et villages fleuris.

### Justice, sécurité, secours et défense
La commune dépend du tribunal de proximité de Lens, du conseil de prud'hommes de Lens, du tribunal judiciaire de Béthune, de la cour d'appel de Douai, du tribunal de commerce d'Arras, du tribunal administratif de Lille, de la cour administrative d'appel de Douai et du tribunal pour enfants de Béthune.

## Population et société

### Démographie
Les habitants de la commune sont appelés les Bullygeois.

#### Évolution démographique
L'évolution du nombre d'habitants est connue à travers les recensements de la population effectués dans la commune depuis 1793. Pour les communes de plus de 10 000 habitants les recensements ont lieu chaque année à la suite d'une enquête par sondage auprès d'un échantillon d'adresses représentant 8 % de leurs logements, contrairement aux autres communes qui ont un recensement réel tous les cinq ans,.

En 2022, la commune comptait 12 172 habitants, en évolution de −1,03 % par rapport à 2016 (Pas-de-Calais : −0,72 %, France hors Mayotte : +2,11 %).
| 1793 | 1800 | 1806 | 1821 | 1831 | 1836 | 1841 | 1846 | 1851 |
| ---- | ---- | ---- | ---- | ---- | ---- | ---- | ---- | ---- |
| 410  | 380  | 431  | 447  | 495  | 469  | 428  | 430  | 453  |

| 1856 | 1861  | 1866  | 1872  | 1876  | 1881  | 1886  | 1891  | 1896  |
| ---- | ----- | ----- | ----- | ----- | ----- | ----- | ----- | ----- |
| 896  | 1 448 | 1 727 | 2 040 | 2 529 | 2 797 | 3 072 | 3 827 | 3 947 |

| 1901  | 1906  | 1911  | 1921  | 1926  | 1931  | 1936  | 1946   | 1954   |
| ----- | ----- | ----- | ----- | ----- | ----- | ----- | ------ | ------ |
| 4 722 | 5 851 | 6 671 | 7 551 | 9 280 | 9 597 | 9 259 | 10 500 | 13 138 |

| 1962   | 1968   | 1975   | 1982   | 1990   | 1999   | 2006   | 2011   | 2016   |
| ------ | ------ | ------ | ------ | ------ | ------ | ------ | ------ | ------ |
| 14 183 | 14 052 | 12 236 | 12 533 | 12 577 | 12 045 | 11 985 | 12 726 | 12 299 |

| 2021   | 2022   | - | - | - | - | - | - | - |
| ------ | ------ | - | - | - | - | - | - | - |
| 12 221 | 12 172 | - | - | - | - | - | - | - |

#### Pyramide des âges
En 2018, le taux de personnes d'un âge inférieur à 30 ans s'élève à 36,7 %, soit égal à la moyenne départementale (36,7 %). De même, le taux de personnes d'âge supérieur à 60 ans est de 24,9 % la même année, alors qu'il est de 24,9 % au niveau départemental.
En 2018, la commune comptait 5 695 hommes pour 6 422 femmes, soit un taux de 53 % de femmes, légèrement supérieur au taux départemental (51,5 %).
Les pyramides des âges de la commune et du département s'établissent comme suit.
| Hommes | Classe d’âge | Femmes |
| ------ | ------------ | ------ |
| 0,3    | 90 ou +      | 1,7    |
| 5,9    | 75-89 ans    | 10,4   |
| 14,4   | 60-74 ans    | 16,6   |
| 20,9   | 45-59 ans    | 19,3   |
| 19,4   | 30-44 ans    | 17,6   |
| 17,6   | 15-29 ans    | 16,8   |
| 21,4   | 0-14 ans     | 17,7   |

| Hommes | Classe d’âge | Femmes |
| ------ | ------------ | ------ |
| 0,5    | 90 ou +      | 1,6    |
| 5,6    | 75-89 ans    | 8,9    |
| 16,7   | 60-74 ans    | 18,1   |
| 20,2   | 45-59 ans    | 19,2   |
| 18,9   | 30-44 ans    | 18,1   |
| 18,2   | 15-29 ans    | 16,2   |
| 19,9   | 0-14 ans     | 17,9   |

## Économie

### Revenus de la population et fiscalité
En 2021, la commune compte 5 010 ménages fiscaux, regroupant 11 633 personnes.
Le revenu fiscal médian par ménage, le taux de pauvreté des ménages et la part des ménages fiscaux imposés de la commune, du département du Pas-de-Calais et de la métropole sont les suivants :
- le revenu fiscal médian par ménage de la commune est de 19 080 €, inférieur à celui du département du Pas-de-Calais (20 720 €) et inférieur à celui de la France métropolitaine (23 080 €)[Insee 6],[Insee 7],[Insee 8] ;
- le taux de pauvreté des ménages de la commune est de 22 %, de 18,4 % au niveau du département et de 14,9 % au niveau de la métropole[Insee 9],[Insee 10],[Insee 11] ;
- la part des ménages fiscaux imposés dans la commune est de 37 %, de 44,1 % au niveau du département et de 53,4 % au niveau de la métropole[Insee 6],[Insee 7],[Insee 8].

La ville a depuis connu un certain appauvrissement. Le taux de pauvreté atteint 24 % en 2019 dans la commune, contre 15 % au niveau national, et monte jusqu'à 45 % dans la cité des Brebis, classée quartier prioritaire.

### Emploi
|                       | 2010   | 2015   | 2021   |
| --------------------- | ------ | ------ | ------ |
| Commune               | 19,0 % | 19,7 % | 16,6 % |
| Département           | 15,4 % | 17,7 % | 14,7 % |
| France métropolitaine | 11,6 % | 13,7 % | 11,7 % |

En 2021, la population âgée de 15 à 64 ans s'élève à 7 474 personnes, parmi lesquelles on compte 68,5 % d'actifs (57,1 % ayant un emploi et 11,4 % de chômeurs) et 31,5 % d'inactifs,. En 2021, le taux de chômage communal (au sens du recensement) des 15-64 ans est supérieur à celui du département et supérieur à celui de la France métropolitaine.
La commune fait partie de la couronne de l'aire d'attraction de Lens - Liévin, du fait qu'au moins 15 % des actifs travaillent dans le pôle,. Elle compte 2 531 emplois en 2021, contre 2 524 en 2015 et 2 643 en 2010. Le nombre d'actifs ayant un emploi résidant dans la commune est de 4 305, soit un indicateur de concentration d'emploi de 58,8 et un taux d'activité parmi les 15 ans ou plus de 52,3 %.
Sur ces 4 305 actifs de 15 ans ou plus ayant un emploi, 861 travaillent dans la commune, soit 20,0 % des habitants. Pour se rendre au travail, 87,6 % des habitants utilisent une voiture, un camion ou une fourgonnette, 3,2 % les transports en commun, 6,2 % s'y rendent en deux-roues, à vélo ou à pied et 3,0 % n'ont pas besoin de transport (travail au domicile).

### Entreprises et commerces
L'économie de commune était issue, pour l'essentiel, des Houillères du bassin du Nord et du Pas-de-Calais (HBNPC) et de la Compagnie des mines de Béthune.

#### Agriculture
La commune est dans l'« Artois », une petite région agricole dans le département du Pas-de-Calais. En 2020, l'orientation technico-économique de l'agriculture  sur la commune est l'exploitation de grandes cultures (hors céréales et oléo-protéagineux). 
|               | 1988 | 2000 | 2010 | 2020 |
| ------------- | ---- | ---- | ---- | ---- |
| Exploitations | 5    | 3    | 1    | 3    |
| SAU (ha)      | 120  | 119  | 65   | 391  |

Le nombre d'exploitations agricoles en activité et ayant leur siège dans la commune est passé de 5 lors du recensement agricole de 1988  à 3 en 2000 puis à 1 en 2010 et enfin à 3 en 2020, soit une baisse de 40 %. La surface agricole utilisée sur la commune a quant à elle augmenté, passant de 120 ha en 1988 à 391 ha en 2020. Parallèlement la surface agricole utilisée moyenne par exploitation a augmenté, passant de 24 à 130 ha,.

#### Activités hors agriculture
466 établissements marchands non agricoles sont économiquement actifs en 2022 à Bully-les-Mines,,.
| Secteur d'activité                                                                                        | Commune | Commune | Département |
| Secteur d'activité                                                                                        | Nombre  | %       | %           |
| --- | ------- | ------- | ----------- |
| Ensemble                                                                                                  | 466     | 100 %   | (100 %)     |
| Industrie manufacturière, industries extractives et autres                                                | 39      | 8,4 %   | (6,8 %)     |
| Construction                                                                                              | 54      | 11,6 %  | (10,6 %)    |
| Commerce de gros et de détail, transports, hébergement et restauration                                    | 145     | 31,1 %  | (29,3 %)    |
| Information et communication                                                                              | 7       | 1,5 %   | (1,9 %)     |
| Activités financières et d'assurance                                                                      | 12      | 2,6 %   | (5,0 %)     |
| Activités immobilières                                                                                    | 18      | 3,9 %   | (4,9 %)     |
| Activités spécialisées, scientifiques et techniques et activités de services administratifs et de soutien | 60      | 12,9 %  | (14,2 %)    |
| Administration publique, enseignement, santé humaine et action sociale                                    | 73      | 15,7 %  | (16,8 %)    |
| Autres activités de services                                                                              | 58      | 12,4 %  | (10,5 %)    |

La répartition en pourcentage des différents secteurs d'activité de la commune est proche de celle du département.

## Culture locale et patrimoine

### Lieux et monuments

#### Patrimoine mondial
Depuis le 30 juin 2012, la valeur universelle et historique du bassin minier du Nord-Pas-de-Calais est reconnue et inscrite sur la liste du patrimoine mondial l’UNESCO. Parmi les 353 sites, répartis sur 109 lieux inclus dans le périmètre du bassin minier, le site no 82 est composé à Bully-les-Mines et Mazingarbe de la cité no 2, à Mazingarbe de l'école de la cité no 2 et du dispensaire de la Société de Secours Minière de cette même cité, à Bully-les-Mines de la salle des fêtes, de maisons d'ingénieurs, et de la clinique Sainte-Barbe ; le site no 83 est constitué par le monument aux morts de la Compagnie des mines de Béthune, avec la liste des morts, sur les murs de l'école, et la grille de la cité des Brebis ; le site no 86 est formé par le monument au soldat Fernand-Joseph-Édouard Marche, près de la fosse no 1 - 1 bis - 1 ter des mines de Béthune,.

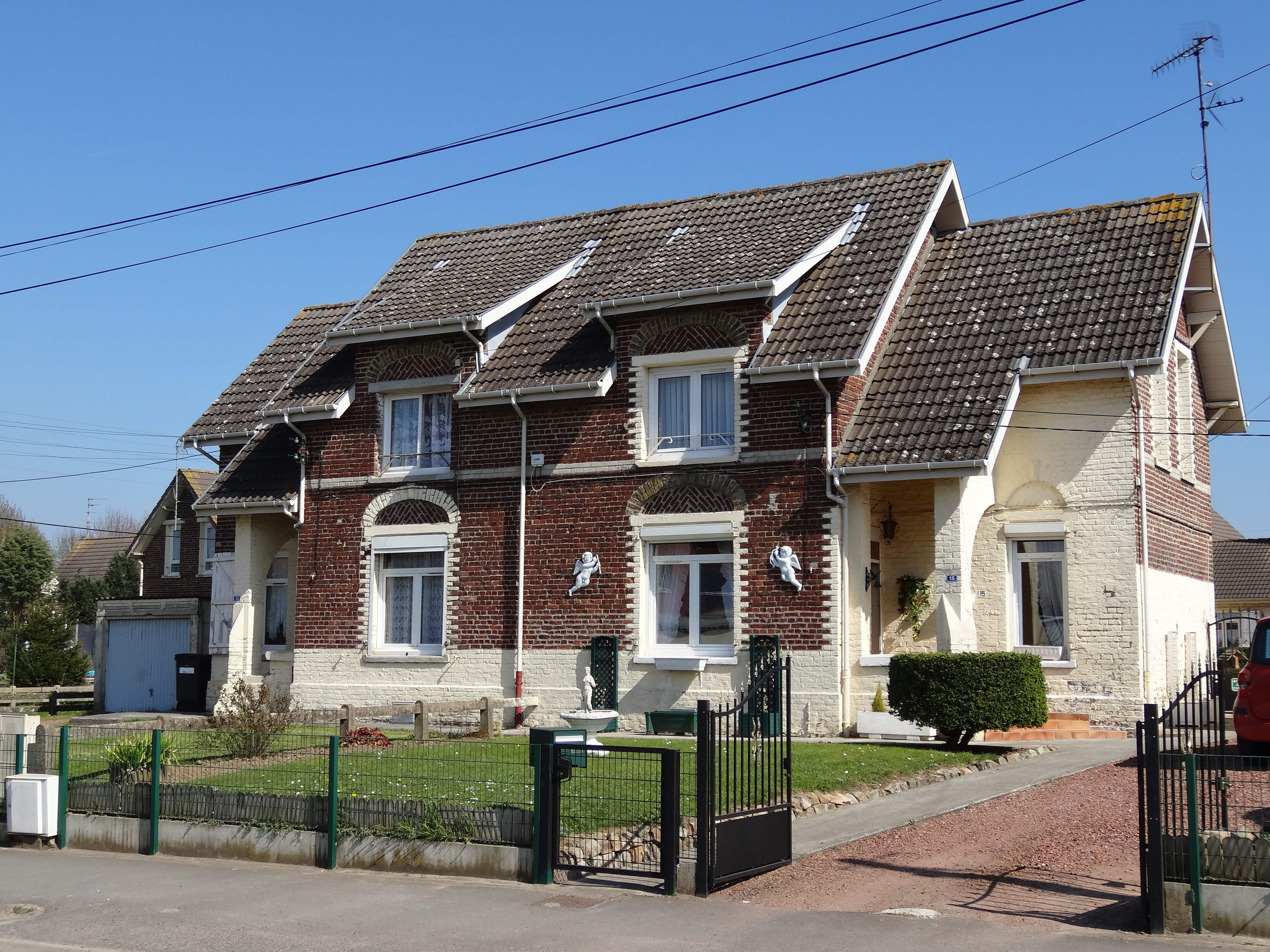
La cité no 2 de Béthune.
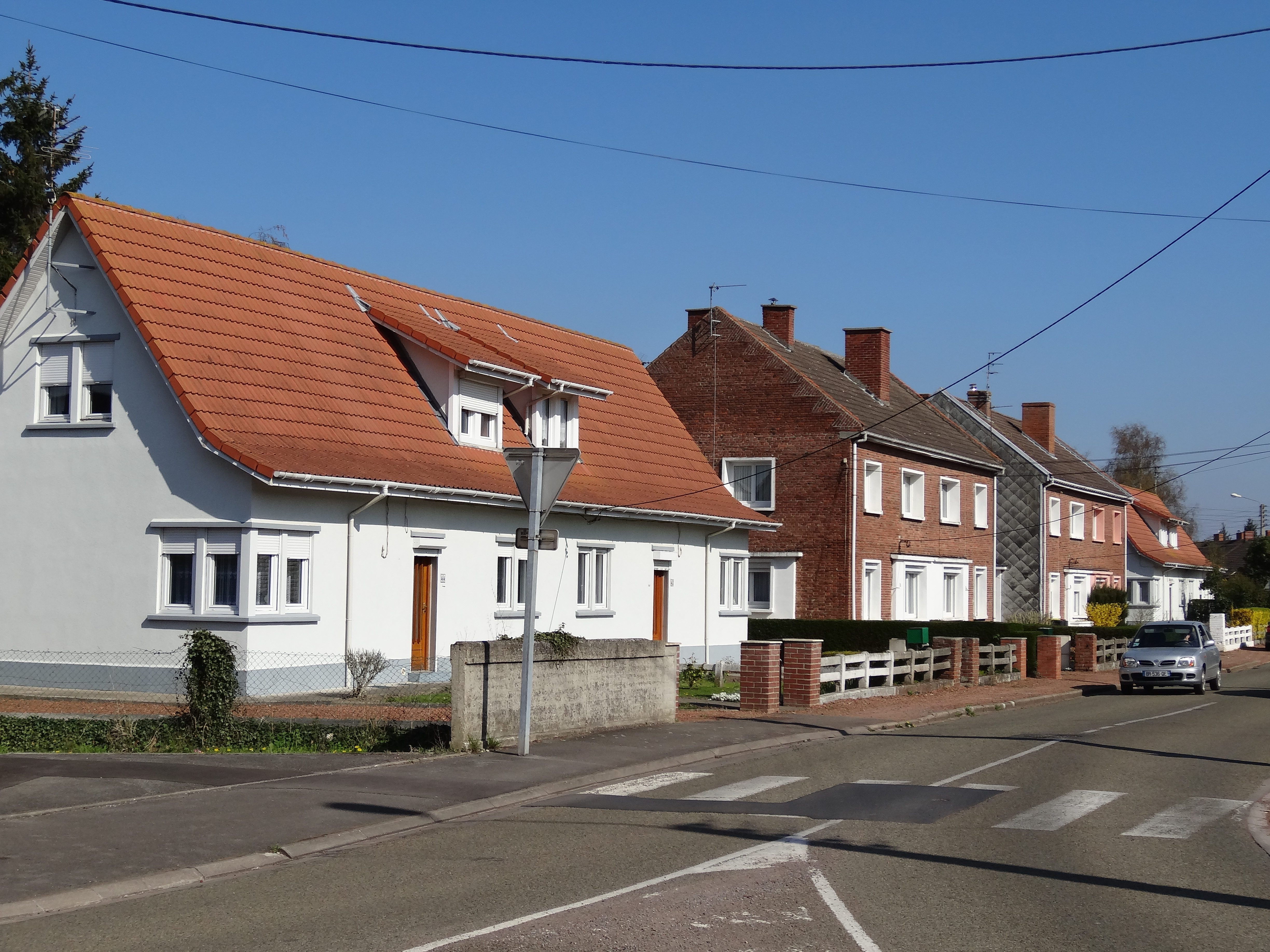
La cité no 2 de Béthune.
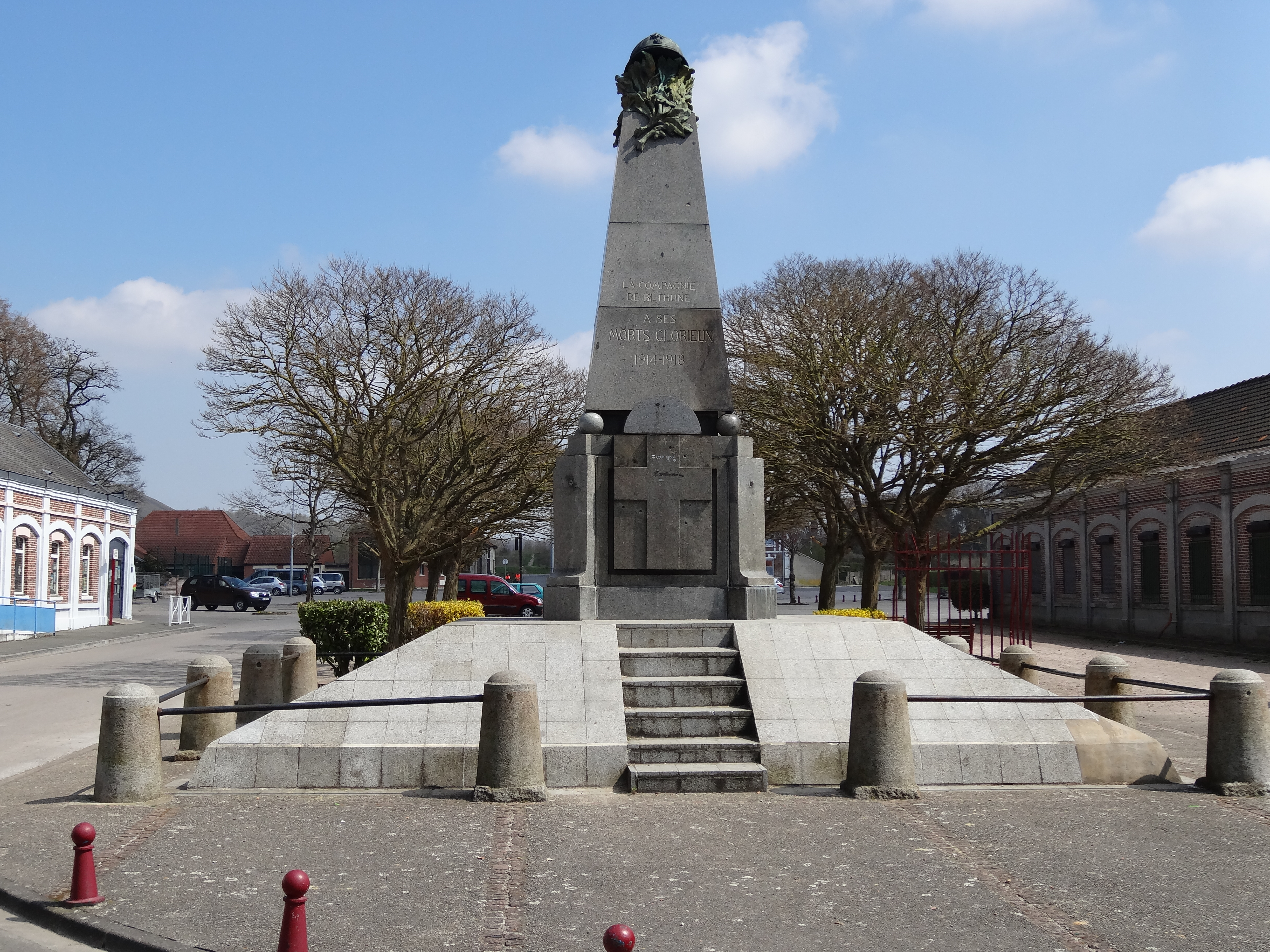
Le monument aux morts.
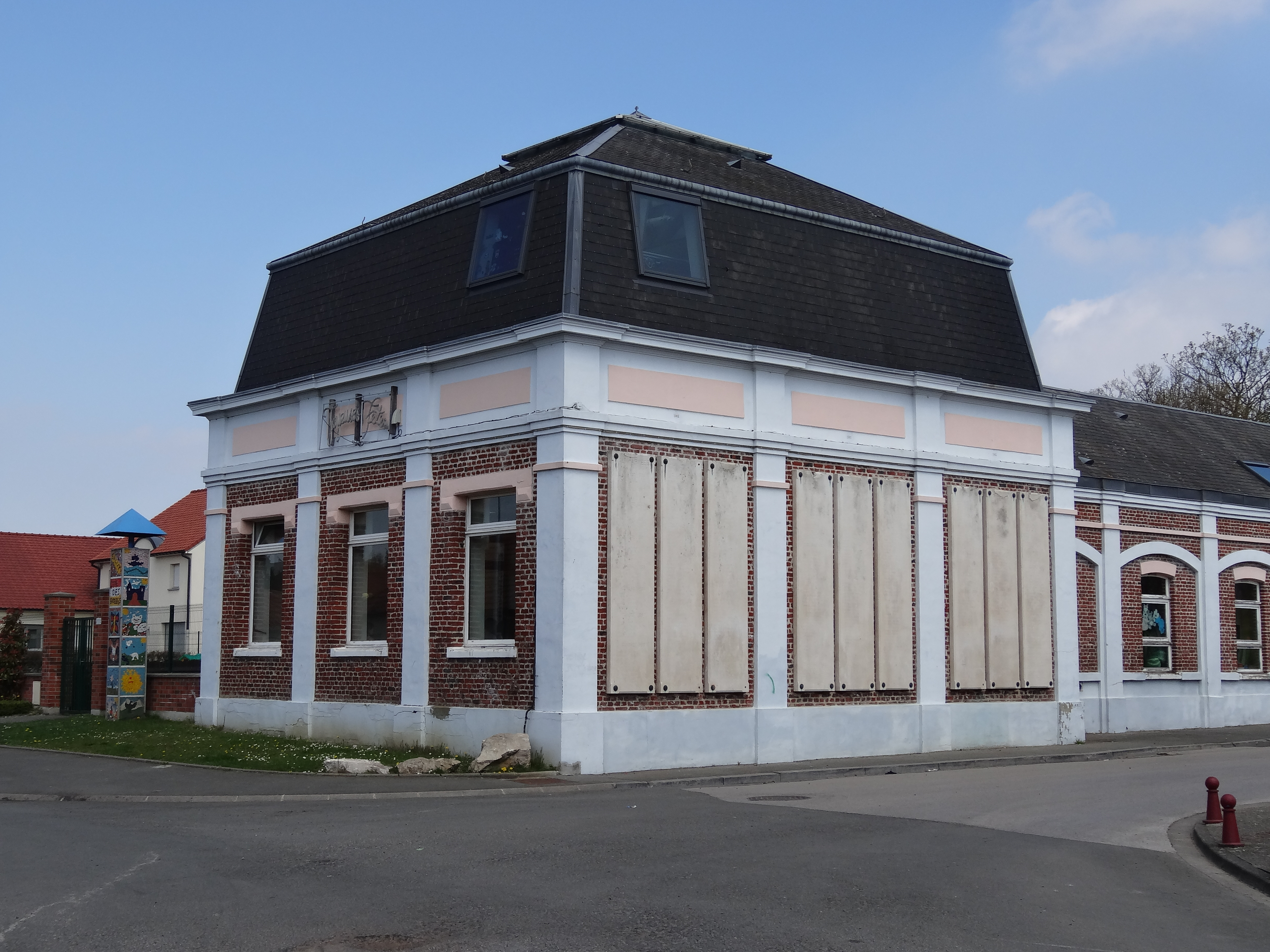
La liste des morts, sur les murs de l'école.
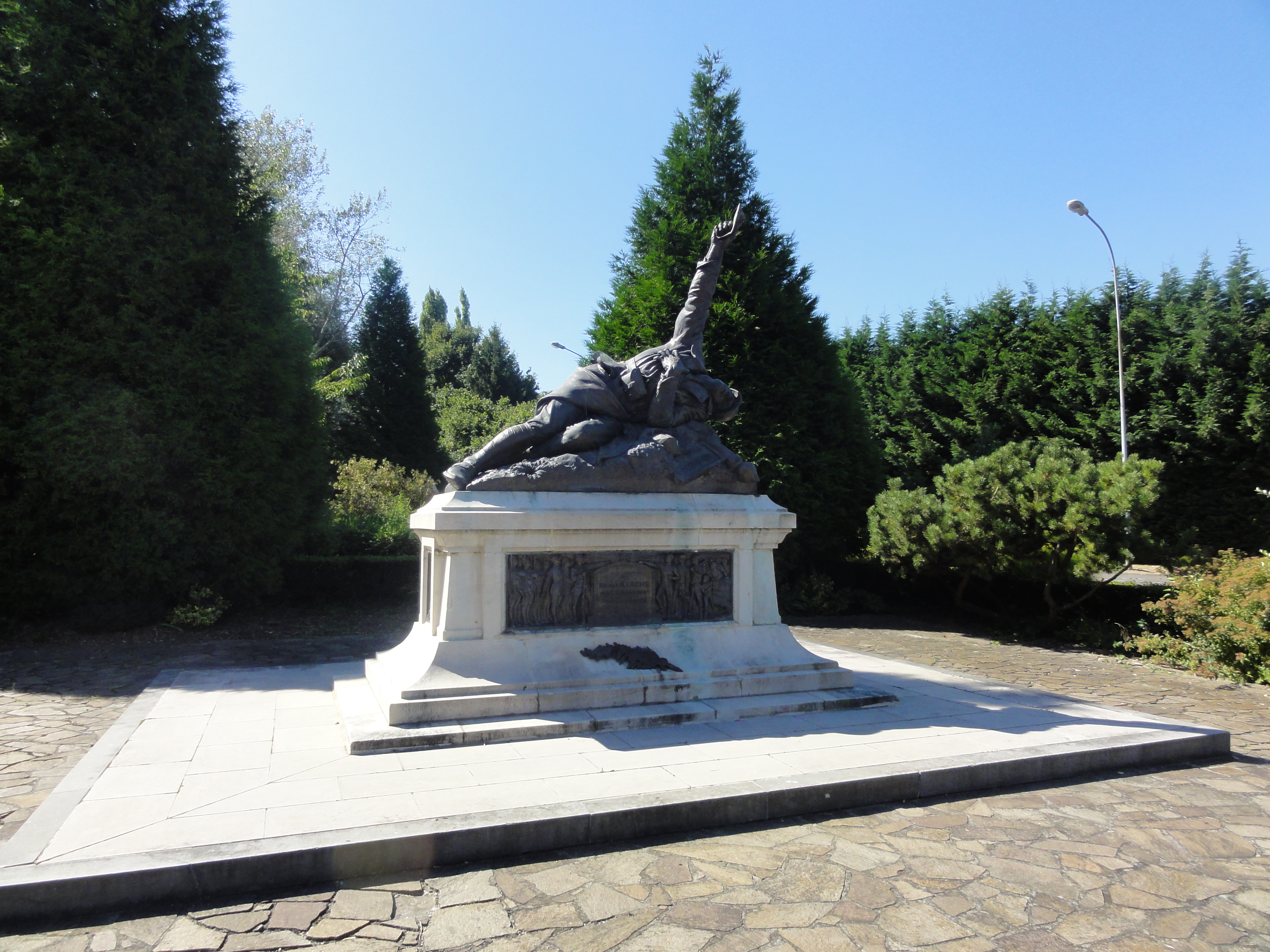
Le monument.

#### Monuments historiques
- L'église Saint-Maclou : la tour-clocher fait l’objet d’une inscription au titre des monuments historiques depuis le 28 décembre 1984[55].
- Le monument aux morts de la Compagnie des Mines de Béthune : le monument avec ses plaques placées sur les murs des écoles et les grilles de la cité des Brebis font l’objet d’une inscription au titre des monuments historiques depuis le 8 novembre 2011[56].
- Le monument au soldat Marche :  fait l’objet d’une inscription au titre des monuments historiques depuis le 12 janvier 2010[57] et est inscrit depuis 2012 au patrimoine mondial de l'UNESCO.
- L'ancienne clinique-maternité Sainte-Barbe, ou des Marronniers, de la compagnie des mines de Béthune (aujourd'hui centre de psychothérapie et psychogériatrie Les Marronniers) : fait l’objet d’une inscription au titre des monuments historiques depuis le 1er décembre 2009[58].

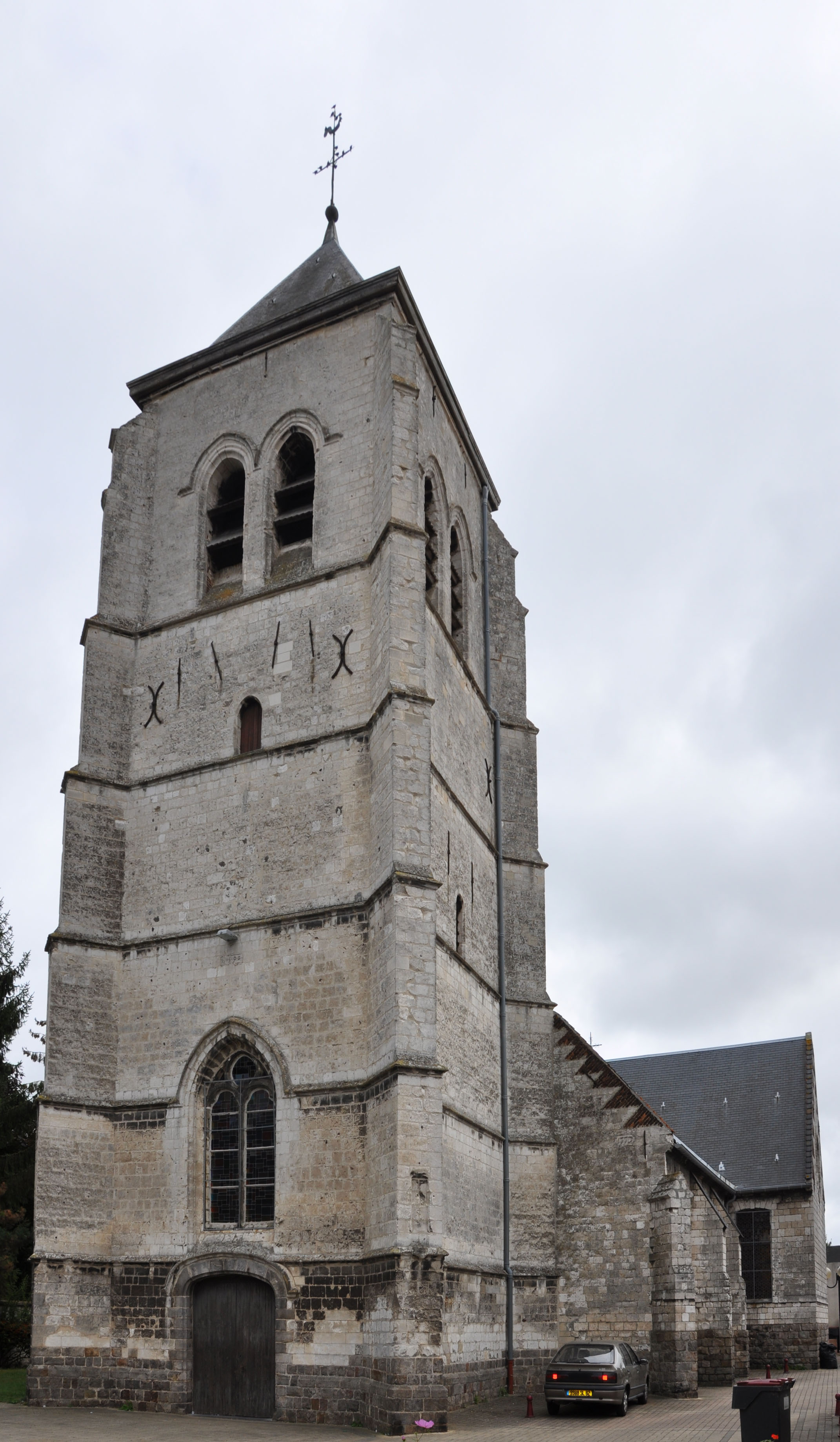
L'église Saint-Maclou.
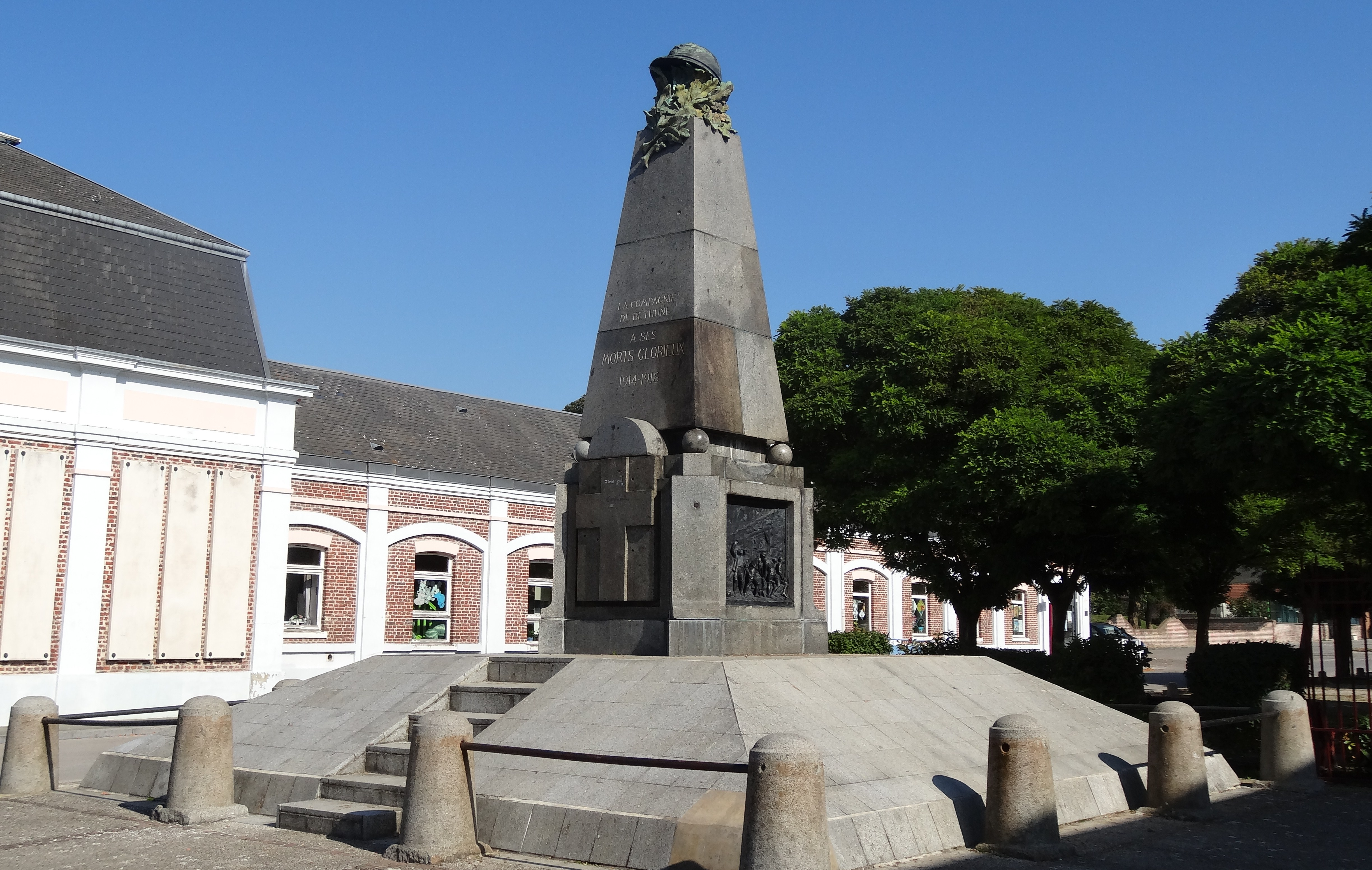
Le monument aux morts de la Compagnie des mines de Béthune.
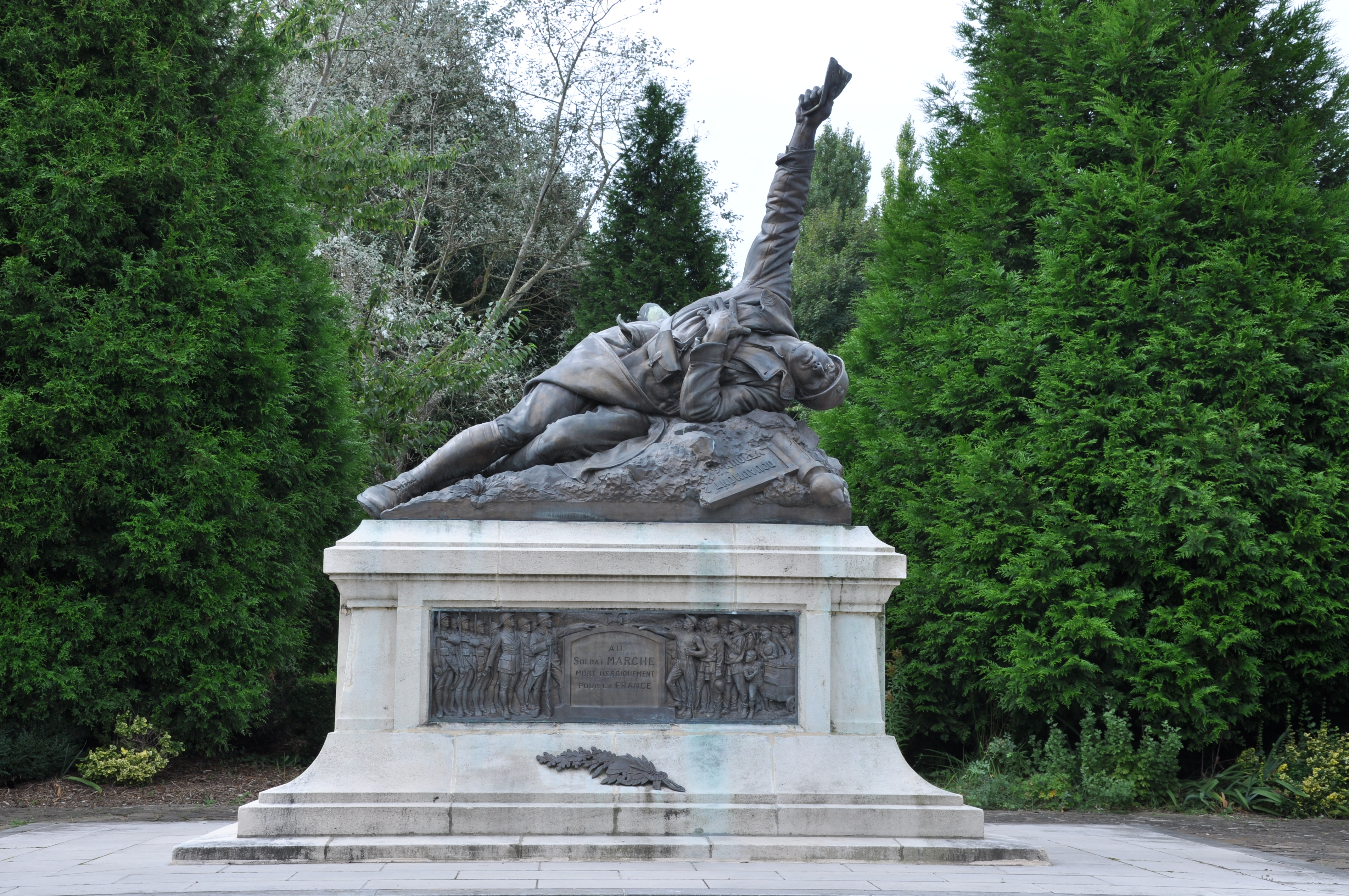
Le monument au soldat Marche.

#### Autres lieux et monuments
- Le terril no 52, 2 de Béthune Est, ancien terril conique de la fosse no 2 des mines de Béthune. Exploité, il n'en reste que la base.
- Le terril no 52A, 2 de Béthune Ouest, ancien terril plat de la fosse no 2 des mines de Béthune. Exploité, il n'en reste quasiment plus aucune trace.
- Le terril no 53, 1 de Béthune, situé à Bully-les-Mines, est le terril de la fosse no 1 - 1 bis - 1 ter des mines de Béthune. Exploité, il a été reconverti en espace vert.

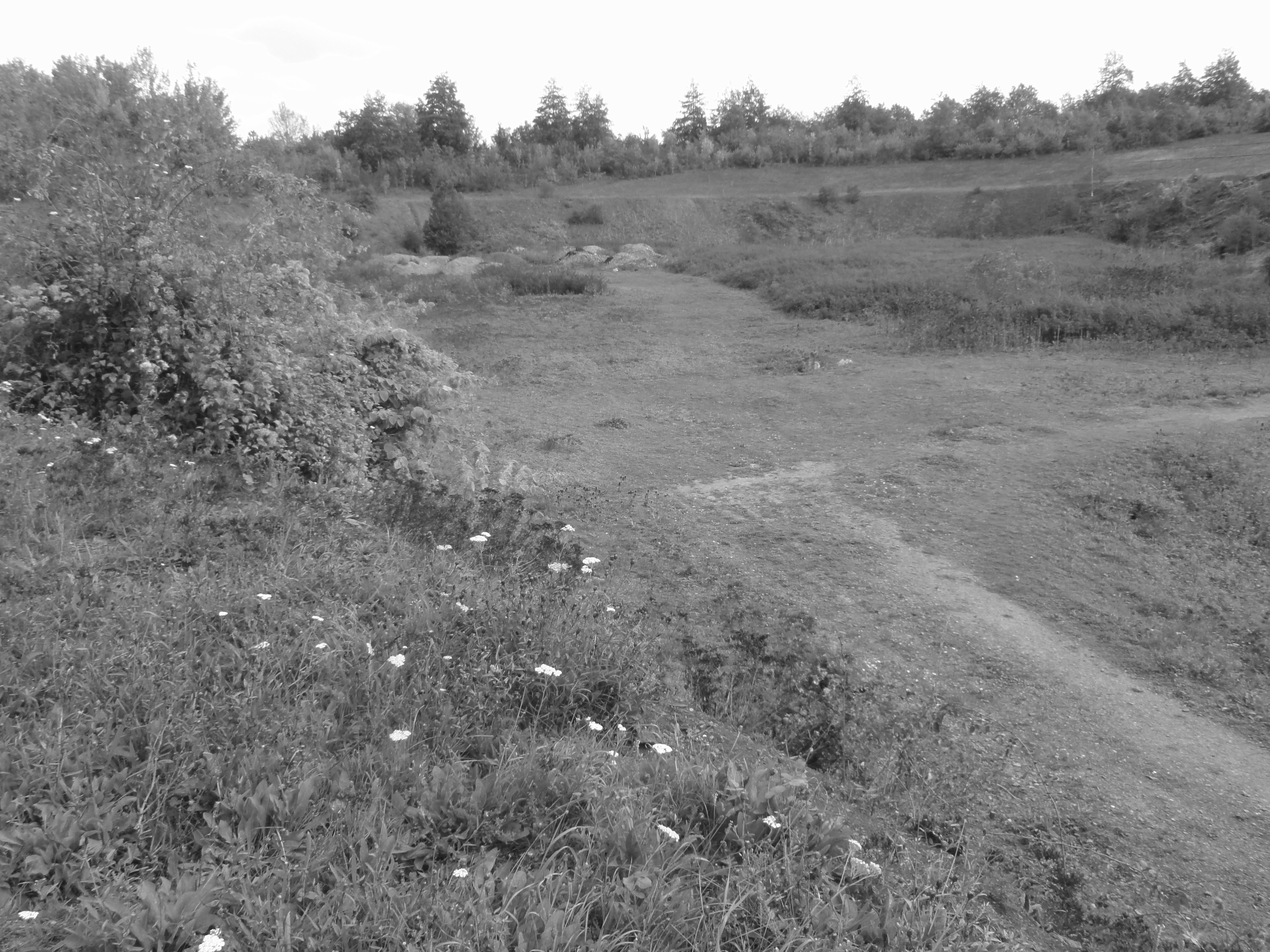
Le terril n° 52, 2 de Béthune Est.
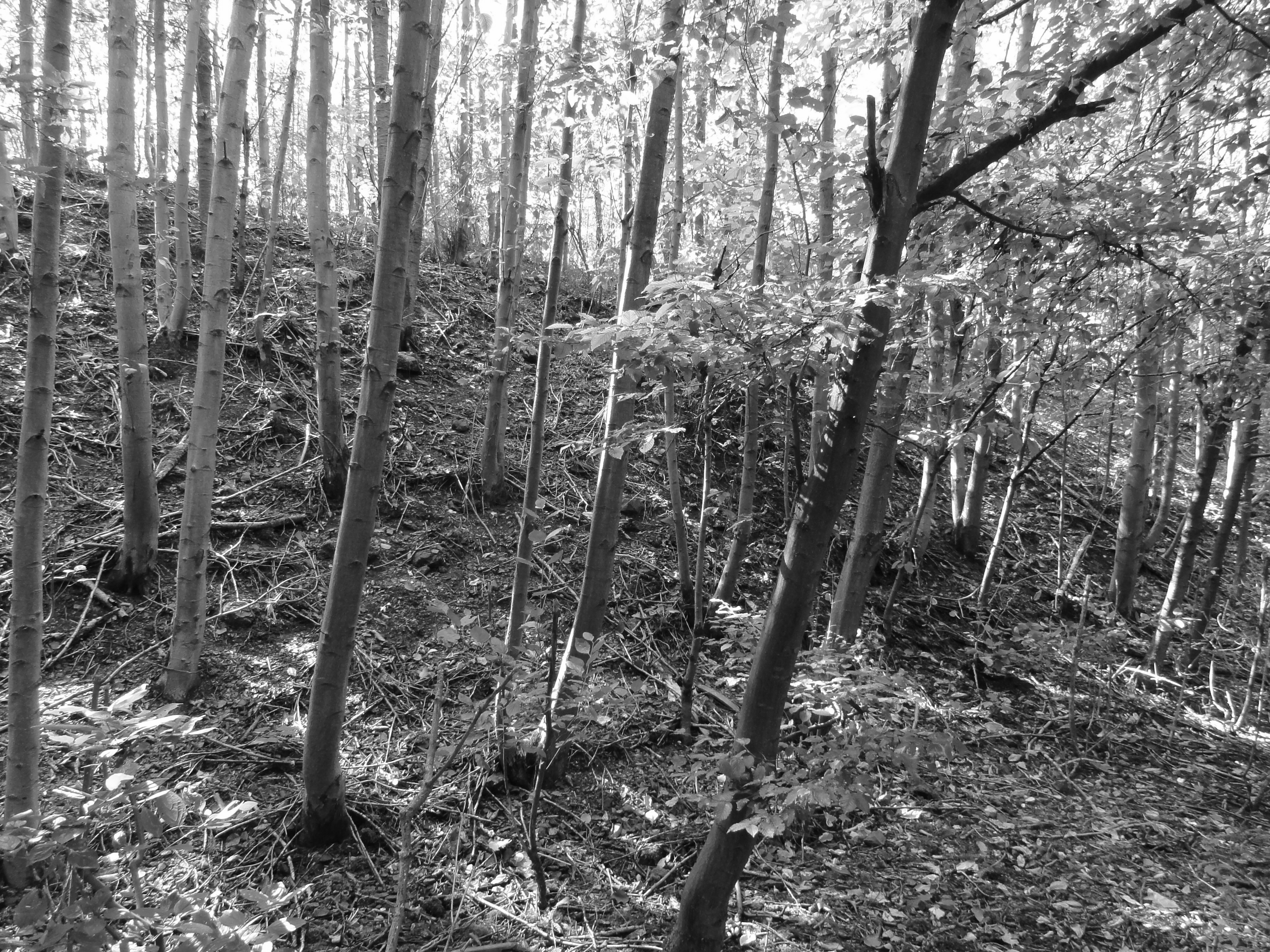
Les restes du terril n° 52A, 2 de Béthune Ouest.
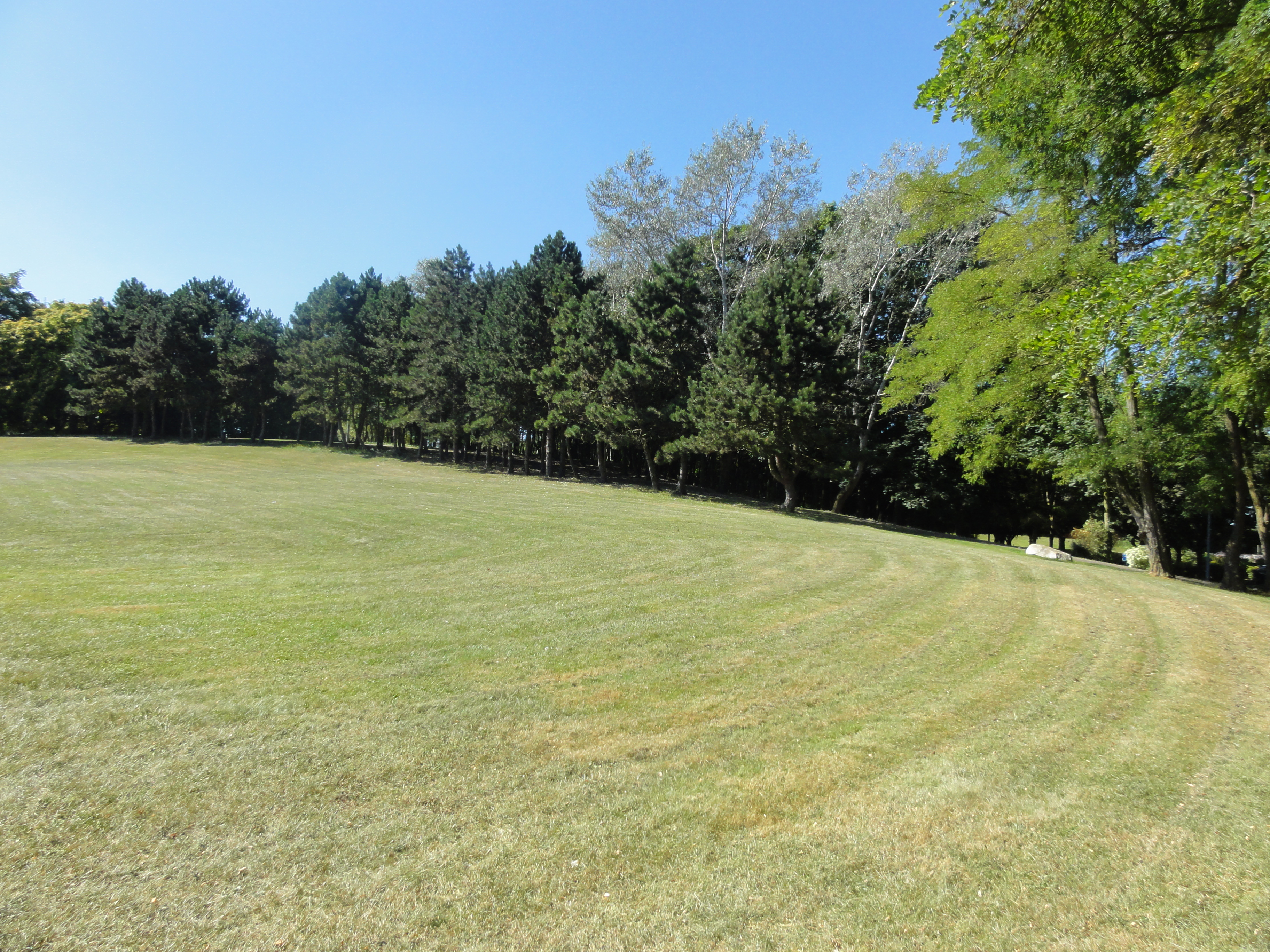
Le terril n° 53, 1 de Béthune, reconverti.

- L'église Sainte-Barbe de la cité des Brebis, démolie en 1982. Une chapelle est réaménagée sous ce vocable.
- L'église Sainte-Thérèse, à la cité des Alouettes, désaffectée en 1974 pour devenir le centre culturel Jean-Macé.
- Le monument aux morts[59].
- La plaque commémorative Suzanne Blin, enseignante et résistante française, morte le 6 mars 1944 à la suite des blessures infligées par la Gestapo[60].
- La plaque aux fusillés d'Arras[61].
- La stèle aux victimes civiles tuées lors d'un bombardement[61].
- Le cimetière militaire Français, 332 tombes[62].
- Le Bully-Grenay Communal Cemetery British Extension, 855 tombes[62].

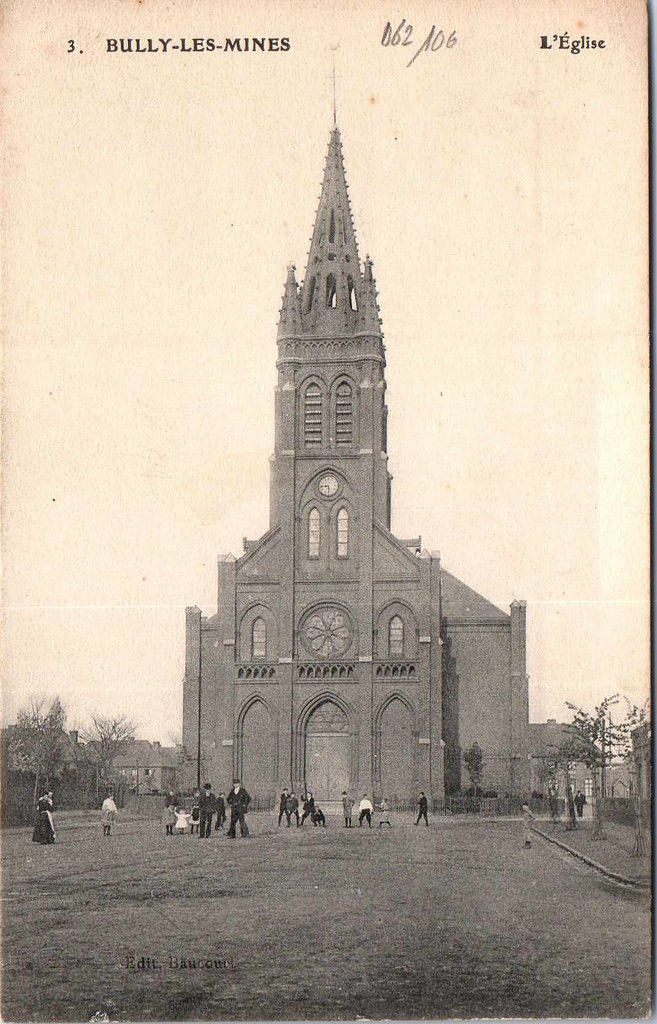
L'église Sainte-Barbe vers 1910.
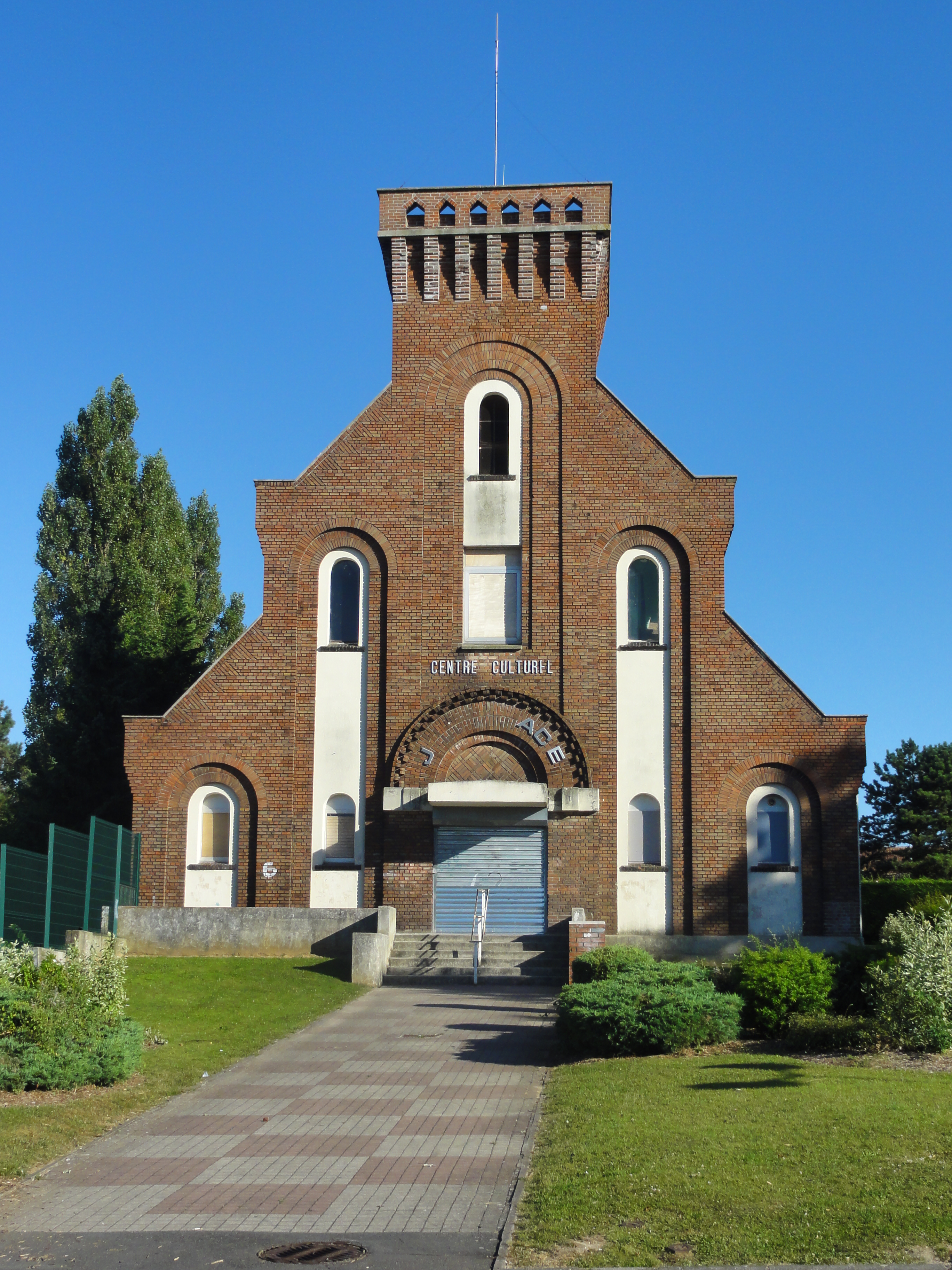
L'ancienne église Sainte-Thérèse, reconvertie.

### Personnalités liées à la commune
- Paul Vanuxem (1904-1979), général, né à Bully-Grenay.
- Édouard Pignon (1905-1993), peintre, né à Bully-les-Mines.
- Suzanne Blin (1913-1944), enseignante et résistante française, née à Bully-en-Gohelle.
- César Marcelak (1913-2005), cycliste sur route, polonais puis français, mort à Bully-les-Mines.
- Jules Bigot (1915-2007), footballeur, né à Bully-les-Mines.
- Henri Trannin (1919-1974), footballeur, né à Bully-les-Mines.
- Roger Meerseman (1924-2008), footballeur, né à Bully-les-Mines.
- Liliane Berton (1924-2009), artiste lyrique, soprano colorature, née à Bully-les-Mines.
- Albert Eloy, (1927-2008), footballeur, né à Bully-les-Mines.
- André Strappe (1928-2006), footballeur, né à Bully-les-Mines.
- René Dereuddre (1930-2008), footballeur international, né à Bully-les-Mines.
- Yves Devraine (1939-2008), scénographe et muséographe, né à Bully-les-Mines.
- Jean-Marie Vanlerenberghe (1939-), homme politique, né à Bully-les-Mines.
- Alain Milon (1947-), médecin et homme politique, né à Bully-les-Mines.
- Martine Rouzé (1954-), athlète, championne de France et recordwoman de France du 3000 mètres, née à Bully-les-Mines.
- Guillaume Ducatel (1979-), footballeur, né à Bully-les-Mines.

### Héraldique
| Blason de Bully-les-Mines | Blason  | Chevronné d'argent et de gueules de douze pièces. Ornements extérieursCroix de guerre 1914-1918 Devise / CriLabor et concordia (travail et fraternité) |
| Blason de Bully-les-Mines | Détails | Le statut officiel du blason reste à déterminer. |

## Pour approfondir

#### Bases de données, dictionnaires et encyclopédies
- Ressources relatives à la géographie :   - Insee (communes)
  - Ldh/EHESS/Cassini
- Ressource relative à plusieurs domaines :   - Annuaire du service public français
- Ressource relative à la musique :   - MusicBrainz
- Notice dans un dictionnaire ou une encyclopédie généraliste :   - Gran Enciclopèdia Catalana
- Notices d'autorité :   - VIAF
  - BnF (données)